# Статут Кирило-Мефодіївського товариства
Стату́т Слов'я́нського бра́тства св. Кири́ла і Мефо́дія — один з основних документів Кирило-Мефодіївського товариства. Його автор — М. Костомаров, співавтори — М. Гулак і В. Білозерський. Статут складається з двох частин: перша має назву «Головні ідеї», друга — «Головні правила Товариства». У 1-й частині викладено основні політичні ідеї товариства. Попри брак у ній чіткого формулювання про створення слов'янської федерації, саме про неї йдеться в шести її пунктах. Там мовиться про: 1) «духовне й політичне з'єднання слов'ян»; 2) «власну самостійність» кожного слов'ян. «племені»; 3) народне правління й рівність громадян; 4) спільні християнські основи правління, законодавства, права власності й освіти; 5) освіченість і чисту моральність як умову участі у владі; 6) загальний слов'янський собор з представників усіх «племен».
Друга частина більш детально розроблена і присвячена засадам діяльності самої таємної організації. У ній ідеться про те, що: 1) метою товариства є поширення ідей товариства «шляхом виховання юнацтва», пропаганди й залучення до своїх лав нових членів; у зв'язку з цим покровителями товариства було обрано просвітителів слов'ян — святих Кирила і Мефодія і відповідну емблематику; 2) умовою вступу до товариства є готовність віддати задля його цілей духовні здібності й майно; під жодними тортурами «не видати нікого з членів, своїх братів»; 3) товариство допомагає сім'ї свого переслідуваного члена; 4) право членів товариства (очевидно, зважаючи на конспіративний характер діяльності товариства) залучати нових побратимів, не повідомляючи імен інших членів; 5) до товариства приймаються «слов'яни всіх племен і усіх звань»; 6) у товаристві запроваджувалася цілковита рівність; 7) зважаючи на існування у слов'янському світі різних християнських конфесій, товариство мало на меті викорінення «будь-якої племінної та релігійної ворожат» й пропаганду ідеї «можливості примирення розходжень у християнських церквах»; 8) програмна вимога товариства — «викорінення рабства та будь-якого приниження нижчих класів» — вона стосувалася найбільш соціально та національно пригнічуваних верств слов'янських народів; 9) товариство і кожний його член керуються євангельськими принципами, відкидаючи «правило… ціль освячує засіб»; 10) окремі члени або група членів товариства наділялися правом проводити власні зібрання й виробляти часткові правила для своїх дій, які б «не суперечили головним ідеям і правилам Товариства». Останній, 11 пункт статуту містив категоричну заборону розголошення відомостей про існування товариства та його склад. 
В.Білозерський написав «Пояснення до Статуту».